# Rik Zaal
Rik Zaal (Groningen, 26 maart 1945) is een Nederlands programmamaker, schrijver, presentator producer en journalist.

## Carrière
Na het gymnasium werkte hij enige tijd als leerling-journalist bij het Nieuwsblad van het Noorden. Begin jaren zeventig ging hij in Amsterdam wonen en werkte bij platenmaatschappij EMI-Bovema en Paradiso. In die tijd schreef hij ook voor het NRC Handelsblad artikelen over muziek. Later schreef hij voor de Volkskrant over muziek, reizen en als columnist. Ook schreef hij een wekelijkse column voor de VPRO Gids. Begin jaren negentig schreef hij voor Het Parool een reisrubriek.

## Radio
In de jaren zeventig maakte Zaal radioprogramma's voor de VPRO,  zoals VPRO-Maandag, Piet Ponskaart, Amigos de Musica, Nova Zembla en De Suite. Na een onderbreking, waarin hij platen van o. a. Jan Rot en Bram Vermeulen produceerde, maakte hij Borát en Het nabije Westen, een kunstprogramma.

## Televisie
Zaal raakte bekend met het tvwerk in 1970 bij het programma Picnic van de VPRO. Met Frans Bromet als cameraman maakte hij in de jaren negentig Zaal over de vloer, een serie portretten van bekende Amsterdammers voor AT5. Ook Rotterdammer Pim Fortuyn werd geportretteerd. Daarna maakte hij voor de VPRO-televisie Zaal in huis over kinderen. Voor de (mislukte) zender Sport 7 presenteerde hij korte tijd een praatprogramma.

## Schrijven
In 2002 publiceerde Zaal een bijna 700 bladzijden tellende reisgids over Spanje, waar hij vijf jaar aan werkte. Het kreeg vele herdrukken. Een jaar later publiceerde hij Alles over Spanje; een geïllustreerd boek voor kinderen, waarvoor hij in 2004 een Vlag en Wimpel kreeg van de Stichting CPNB. In 2023 kwam even compact als gedetailleerd een nieuwe reisgids uit, waarin Zaal zijn kennis over en liefde voor het land etaleert. In typische Rik Zaal-stijl komen ook zijn aversies aan bod. Zo leidt hij de automobilist door Noordelijk en Midden-Spanje. 
In het najaar van 2009 kwam Heel Nederland uit, vanwege de omvang in twee delen van ieder 650 pagina's, een veelomvattend boek over toeristisch Nederland. In november 2011 verscheen zijn eerste roman, Verlorenzoon.com, over een vader en een zoon die tot elkaar veroordeeld zijn.